# Pénélope de Dabbene
Penelope dabbenei
Espèce
Statut de conservation UICN

 LC  : Préoccupation mineure
La Pénélope de Dabbene (Penelope dabbenei) est un gallinacé sud-américain, peuplant notamment le nord-ouest argentin, et les régions proches du Paraná moyen et inférieur, jusques et y compris dans le delta de ce fleuve. On l'appelle localement Pava de monte, ce qui signifie dinde de la forêt, ou encore Pava de patas negras (Dinde à pattes noires).

## Nomenclature
Son nom commémore l'ornithologue italo-argentin Roberto Dabbene (1864-1938).

## Habitat
C'est un animal arboricole, qui construit son nid dans les arbres. La femelle y pond trois œufs blancs.
On la trouve dans les bois et les forêts, et notamment les forêts en galerie le long des cours d'eau.

## Statut
L'espèce, mise en péril par les excès de la chasse pour la consommation de sa chair, est actuellement protégée.